# Break Your Heart
Singles de Taio Cruz
Take Me Back
(2009) No Other One
(2010)
Break Your Heart est une chanson de l'artiste britannique Taio Cruz. Elle est écrite par Cruz et Fraser T. Smith puis produite par Smith. La chanson est considérée comme le single principal de l'album Rokstarr. Elle sort d'abord au Royaume-Uni et en Irlande le 13 septembre 2009 puis aux États-Unis et dans les autres pays à partir de début 2010. Le rappeur américain Ludacris accompagne le chanteur dans la version remix officielle ; cette version correspond en fait au single sorti en Amérique du Nord. La chanson, initialement destinée à Cheryl Cole, est entraînante et de style RnB tout en présentant des éléments electropop et dance-pop. Les paroles sont un avertissement pour quelqu'un qui risque de devenir un bourreau des cœurs.
La chanson reçoit des critiques plutôt positives, critiques louant sa mélodie accrocheuse, mais remarquant qu'elle est ordinaire. Break Your Heart est néanmoins numéro un au Canada, aux États-Unis, au Royaume-Uni et en Suisse ; elle atteint également le top 10 de plusieurs pays. Le vidéoclip montre plusieurs escapades de Cruz avec des femmes différentes, comme le témoigne la scène où il est sur un hors-bord et une autre où il danse dans une discothèque. Ludacris fait sa présence dans la version américaine.

## Genèse
Break Your Heart est l'une des deux chansons écrites par Cruz et la chanteuse pop/R&B Cheryl Cole pour son premier album solo, 3 Words. Après que Cruz n'ait eu de réponse de la part du label de Cole à propos de Break Your Heart, il retravaille la chanson pour qu'un homme puisse l'interpréter et devient la première piste de son second album studio, Rokstarr. Cruz dit à MTV News UK qu'après la sortie du single, l'équipe de Cole aurait voulu, finalement, que la chanteuse interprète le morceau. La dernière piste de Cruz, Stand Up, devient également la dernière chanson sur l'album de Cole.
Toutefois, l'autre auteur de la chanson, Fraser T. Smith, dit, dans une interview pour HitQuarters, que Break Your Heart a été refusée par le label de Cole et plus particulièrement par Ferdy Unger-Hamilton, le patron du label, car il pense que la chanson est trop similaire à Heartbreaker de Will.i.am, le producteur de 3 Words.

### Écriture et versionremix
Tout en expliquant les paroles du titre, Cruz dit à Pete Lewis de Blues & Soul :

« Les paroles concernent quelqu'un qui brise le cœur d'une fille, mais la personne ne le fait pas exprès. Je suis juste un homme célibataire, j'essaie d'être seul et de le rester. Et parfois, quand vous êtes dans cette situation, vous entrainez les filles dans votre malheur — mais comme vous n'êtes pas prêt pour vous engager dans une relation amoureuse, ces filles finissent par avoir le cœur brisé. Ce que je veux dire, tout simplement, c'est : « Je pourrais briser ton cœur. Mais je pourrais simplement remarquer ton chagrin si tu continues à venir vers moi de cette façon ». »

Cruz trouve que sa chanson est « entraînante » avec une « bonne mélodie » et un « sujet intéressant » puis déclare que « les filles et les gars peuvent entrer dans ce personnage ». Dans une interview avec Entertainment Weekly, Cruz dit que les chansons sont en partie fondées sur une situation personnelle et non sur « le grossissement d'une expérience ».
En plus de retravailler l'album pour la version américaine, Cruz invite le rappeur Ludacris afin de faire un remix de la chanson pour le single américain. En collaborant avec Ludacris, Cruz dit : « Avec Ludacris, à peu près toutes les pistes sur lesquelles il a collaboré sont incroyables. Je lui ai passé un appel bref et lui ai demandé s'il pouvait participer à la chanson, puis il l'a enregistrée et me l'a envoyée. Comme je m'y attendais, il n'y avait rien à changer. Cela semblait parfait. Il a mis mon nom dessus, ce qui est très bien — normalement, les gens doivent savoir prononcer mon nom correctement maintenant ». La version avec Ludacris sort initialement comme face B de No Other One en novembre 2009, avant de sortir aux États-Unis en février 2010,.

## Structure musicale
Break Your Heart est une chanson electropop avec un son « dance-pop torrentueux », accompagné de la voix R&B de Taio Cruz,,,. Elle se situe dans une tonalité de Mi majeur et est considérée comme une « danse groove moyenne » tandis que la voix de Cruz s'étend des notes Si4 à Si5. Selon Jason Draper de Yahoo! Music UK, la chanson est un mélande de musique urban européenne et américaine. Elle inclut plusieurs changements de tempo, qui sont comparés à la chanson Down de Jay Sean. La chanson est rempli de paroles fanfaronnes parlant du fait de devenir un crève-cœur plutôt que d'avoir le cœur brisé.

## Accueil

### Critiques de la presse
Un critique de la BBC Music trouve que la chanson est « d'une manière bizarre, une forme de beauté » qui entre dans la « tendance R&B à Ibiza ». La critique compare aussi les « voix superposées » et la « production sophistiquée » de Cruz et Dizzee Rascal avec la collaboration de Timbaland et OneRepublic dans Apologize. Michael Menachem de Billboard pense que la « version américaine » fait monter la chaleur avec Ludacris qui est « avec la voix fraîche de Cruz sur ce numéro electropop et a toute la chaleur du bon R&B, tandis que le producteur Fraser T. Smith met en place le bon ratio pour que les voix des chanteurs soient entraînantes et le tempo change pour devenir un tube ». Ash Dosanjh de New Musical Express dit que la chute de Cruz vient quand il joue le personnage, aussi bien dans Break Your Heart que dans Dirty Picture. Caroline Sullivan de The Guardian dit de Cruz qu'il est « expert mais générique », mais « sa voix Auto-Tunée aurait pu être celle de n'importe qui, et cet anonymat est un problème que Cruz surmonte rarement ». Chris Ryan de MTV Buzzworthy trouve que la chanson « incarne parfaitement la communication de Cruz, un son pour la piste de danse et sophistiqué, une production impeccable » et compare le chanteur à Jason Derülo et Akon.

### Succès commercial
La chanson débute à la première place du classement britannique et devient la première chanson de Cruz à atteindre cette position dans son pays. La chanson reste à cette position pendant trois semaines. La chanson est aussi numéro un en Suisse et atteint le top 10 de plusieurs pays européens. Elle arrive numéro deux en Australie et prend la pole position du classement américain. Avec un saut de 52 places dans le Billboard Hot 100, Cruz bat le record de la plus haute montée vers la première place du classement par un premier single. Le record était précédemment détenu par Kelly Clarkson, qui est passé de la 52e à la première place avec son single A Moment Like This, et qui détient aussi le record de la plus haute montée dans le classement, passant de la 97e à la première position avec My Life Would Suck Without You. Break Your Heart est téléchargée à 31 000 exemplaires aux États-Unis durant la semaine promotionnelle et passe à 273 000 exemplaires dans la semaine où elle sort, ce qui fait qu'elle arrive en tête du Hot Digital Songs. Elle devient le cinquième numéro un de Ludacris. La chanson domine aussi le classement américain des diffusions radiophoniques, et arrive aussi en tête du classement Pop Songs. Cruz devient le douzième artiste masculin dont le premier single solo arrive en pole position du classement et le cinquième depuis octobre 2008, après Jay Sean, Jason Derülo, Iyaz et B.o.B. En octobre 2010, Break Your Heart s'est téléchargée à 3 049 000 copies aux États-Unis.

## Clip vidéo
Le clip original est tourné à Marbella en Espagne en juillet 2009, avec la participation du mannequin Nadya Nepomnyashaya et d'autres scènes tournées à Miami sont ajoutées pour que Ludacris soit présent, ce qui donne deux vidéos différentes. La vidéo montre Cruz s'adressant à sa petite amie au début de la vidéo, il lui dit qu'elle aurait le cœur brisé parce qu'il est un bourreau des cœurs, et elle le stimule. Ces scènes sont montrées dans plusieurs lieux, comme quand ils marchent dans une ville, une discothèque, une fête sur le front de mer et un hors-bord, et plus tard, dans une pièce. Les scènes où est présent Ludacris dans la version américaine montre Cruz et Ludacris devant un fond blanc avec une lumière éblouissante ou dans une discothèque. Quand on lui demande si Diddy a une grande importance dans son clip, Cruz dit : « Probablement au niveau du subconscient. J'adore les top models, j'adore le soleil, et j'aime les voitures de sport. Et cette fois, nous avons également ajouté un hors-bord. Vous avez donc les quatre S ». Dans une interview avec Rap-Up, quand on lui demande s'il est vraiment un bourreau des cœurs, Cruz dit : « Non, pas vraiment. Je suppose peut-être à 20 %. C'est plus pour jouer un personnage, aller là-bas et faire une vidéo amusante et réelle. Tout le monde n'a pas vu l'ensemble du scénario de la vidéo, mais c'est actuellement moi-même et ma petite amie de sortir avec l'intention de briser le cœur de tous ».

## Liste des pistes
- CD single au Royaume-Uni[23]

1. Break Your Heart - 3:23
2. Break Your Heart (Vito Benito FF radio Remix) - 3:22
3. Break Your Heart (Paul Thomas remix) – 7:41
4. Break Your Heart (Cassette Club remix) – 7:22

- CD single en Allemagne

1. Break Your Heart (featuring Ludacris) – 3:05
2. Break Your Heart (The Wideboys Remix Radio Edit) – 3:46

- Téléchargement digital[24]

1. Break Your Heart – 3:23
2. Break Your Heart (Paul Thomas remix) – 7:41

## Crédits
- Écriture - Taio Cruz, Fraser T. Smith, C. Bridges
- Production - Taio Cruz, Fraser T. Smith
- Ingénieur - Beatriz Artola
- Mixage - Fraser T. Smith
- Mastering - Dick Beetham

Crédits issus de l'album

## Classement par pays
| Pays                                      | Position | Certification |
| ----------------------------------------- | -------- | ------------- |
| Allemagne                                 | 5        | Or            |
| Australie                                 | 2        | Or            |
| Autriche                                  | 10       | Or            |
| Belgique (NL)                             | 3        |               |
| Belgique (FR)                             | 2        |               |
| Canada                                    | 1        |               |
| Danemark                                  | 36       |               |
| Espagne                                   | 19       |               |
| Europe                                    | 2        |               |
| Finlande                                  | 16       |               |
| France                                    | 2        |               |
| Hongrie                                   | 2        |               |
| Irlande                                   | 2        |               |
| Norvège                                   | 7        |               |
| Nouvelle-Zélande                          | 17       |               |
| Pays-Bas                                  | 8        |               |
| République tchèque                        | 3        |               |
| Royaume-Uni                               | 1        |               |
| Royaume-Uni (Classement R&B)              | 1        |               |
| Slovaquie                                 | 6        |               |
| Suède                                     | 6        | Or            |
| Suisse                                    | 1        |               |
| États-Unis Billboard Hot 100              | 1        | 2 × Platine   |
| États-Unis Billboard Hot Dance Club Songs | 5        |               |
| États-Unis Billboard Pop Songs            | 1        |               |

| Pays                           | Position | Année | Période     |
| ------------------------------ | -------- | ----- | ----------- |
| Allemagne                      | 23e      | 2010  | 2009 - 2010 |
| Australie                      | 31e      | 2010  | 2009 - 2010 |
| Autriche                       | 32e      | 2010  | 2009 - 2010 |
| Belgique (Fr)                  | 18e      | 2010  | 2009 - 2010 |
| Belgique (Nl)                  | 30e      | 2010  | 2009 - 2010 |
| Canada                         | 5e       | 2010  | 2009 - 2010 |
| États-Unis                     | 10e      | 2010  | 2009 - 2010 |
| États-Unis (Mainstream Top 40) | 7e       | 2010  | 2009 - 2010 |
| Europe                         | 21e      | 2010  | 2009 - 2010 |
| Pays-Bas                       | 84e      | 2010  | 2009 - 2010 |
| Roumanie                       | 72e      | 2010  | 2009 - 2010 |
| Suisse                         | 9e       | 2010  | 2009 - 2010 |

## Historique de sortie
| Pays        | Date              | Format                 | Label   |
| ----------- | ----------------- | ---------------------- | ------- |
| Royaume-Uni | 13 septembre 2009 | Téléchargement digital | Island  |
| Royaume-Uni | 14 septembre 2009 | CD single              | Island  |
| États-Unis  | 2 février 2010    | Diffusion radio        | Mercury |
| États-Unis  | 25 février 2010   | Téléchargement digital | Mercury |
| États-Unis  | 11 mai 2010       | Diffusion radio        | Island  |

## Reprise
Pour l'été 2025, le titre fait l'objet d'une reprise de style électro par le duo de DJ français Bormin', chantée par des voix féminines.

## Compléments
- (en) Cet article est partiellement ou en totalité issu de l’article de Wikipédia en anglais intitulé « Break Your Heart » (voir la liste des auteurs).